# Manuel Recio Menéndez
Manuel Recio Menéndez (Madrid, 25 de junio de 1963) es un político español del Partido Socialista Obrero Español y fue consejero de Empleo de la Junta de Andalucía entre 2010 y 2012.

## Biografía
Licenciado en Ciencias Económicas y Empresariales, y Diplomado en Dirección y Gestión de Comercio Exterior por la Universidad Complutense. Manuel Recio leyó en 1996 su tesis doctoral titulada Competitividad y marketing internacional: análisis de las empresas exportadoras españolas. Ha sido profesor en el ICADE, en la Complutense de Madrid; y ejerce como profesor titular en la Universidad de Almería.
Ha participado asimismo en proyectos del Ministerio de Innovación, Ciencia y Tecnología, y en programas de cooperación internacional en Bosnia-Herzegovina. Sus publicaciones de carácter científico, en libros y revistas con proyección internacional, se ocupan de diversos asuntos: el desarrollo del turismo en el ámbito rural, la comercialización de productos hortofrutícolas o las estrategias de marketing en el comercio internacional.
La importancia de las nuevas tecnologías ha sido otro de los campos a los que ha prestado una especial atención analizando sobre todo su incidencia en el campo de la salud, la política de comunicaciones, la atención al usuario o los nuevos desafíos que implica la globalización. 
Al margen de su labor académica ha desempeñado otras tareas profesionales: jefe del sector de Agroalimentarios y Transformados del Instituto Español de Comercio Exterior y subdirector adjunto del Hospital del Poniente en El Ejido.
En la vida pública ha desempeñado los siguientes cargos: gerente de la Agencia de Innovación y Desarrollo en Almería (2004-2008), delegado de Gobierno en Almería (29.1.2008) y secretario general de Economía en la Junta de Andalucía (27.4.2009).